# カール・ライマー
カール・ライマー（Karl Leimer, 1858年6月22日 - 1944年7月19日）は、ドイツ出身のピアニスト。

## 経歴
ヴィースバーデン＝ビーブリッヒに生まれる。ヴィルヘルム・クリューガー、イマヌエル・ファイスト、ルートヴィヒ・スタークの各氏に師事。ハノーファー音楽院（後のハノーファー音楽演劇大学）の教授を務め、ヴァルター・ギーゼキングやアルベルト・フェルバーらを育てた。親族のクルト・ライマーもピアニストである。
ヴィースバーデンにて没。

## 主著
- Karl Leimer (1931) (ドイツ語). Handbuch für den Klavierunterricht in den Unter- und Mittelstufen Das theoret. Oertel. OCLC 72597707
- Karl Leimer; Walther Gieseking (1931) (ドイツ語). Modernes Klavierspiel. Schott. OCLC 4980063